# 群馬東部水道企業団
群馬東部水道企業団（ぐんまとうぶすいどうきぎょうだん）は、上水道用水の供給を目的とする一部事務組合である。地方公営企業法の適用団体である。群馬県太田市・館林市・みどり市・邑楽町・板倉町・明和町・千代田町・大泉町に上水道用水を供給している。

## 管轄
太田本所
- 太田市を管轄。太田市浜町11-28。

館林支所
- 館林市・邑楽町・板倉町・明和町・千代田町・大泉町を管轄。館林市広内町3-10。

みどり支所
- みどり市を管轄。みどり市笠懸町鹿288-1。

## 沿革
- 2013年（平成25年）10月21日 - 群馬県東部水道事業の統合に関する基本協定書」の調印式。
- 2015年（平成27年） 10月1日 - 県知事より群馬東部水道企業団の設立許可[1]。
- 2016年（平成28年）4月1日 - 運営開始。太田本所を旧上下水道局庁舎に、館林支所を旧第一浄水場に、みどり支所を大間々庁舎内に設置。